# 13244 Dannymeyer
13244 Dannymeyer è un asteroide della fascia principale. Scoperto nel 1998, presenta un'orbita caratterizzata da un semiasse maggiore pari a 3,1611575 au e da un'eccentricità di 0,0117464, inclinata di 19,54675° rispetto all'eclittica.
L'asteroide è dedicato al filantropo statunitense Danny Meyer.